# Andalucía (Colombia)
Andalucía è un comune della Colombia facente parte del dipartimento di Valle del Cauca. 
L'abitato venne fondato da un gruppo di coloni nel 1836.